# Бак, Лэнни
Лэнфир (Лэнни) Бак (англ. Lanphear (Lanny) Buck; 9 декабря 1901, Фолл-Ривер, Массачусетс — 18 мая 1974, Порт-Честер, Нью-Йорк) — американский хоккеист на траве, нападающий. Бронзовый призёр летних Олимпийских игр 1932 года, участник летних Олимпийских игр 1936 года.

## Биография
Лэнни Бак родился 9 декабря 1901 года в американском городе Фолл-Ривер в штате Массачусетс.
В 1924 году окончил колледж Уильямс. После этого в течение трёх лет работал в компании Wamsuta Mills, где изучал технологию производства хлопчатобумажной пряжи. Затем трудился на производстве пряжи в Фолл-Ривере. С 1929 года работал в Нью-Йорке в корпорации «Метрополитен-сквер» (в дальнейшем «Рокфеллер-центр»). В течение четырёх лет участвовал в строительстве трёх блоков «Рокфеллер-центра». В дальнейшем был управляющим зданиями в Нью-Йорке.
Играл в хоккей на траве за «Вестчестер».
В 1932 году вошёл в состав сборной США по хоккею на траве на летних Олимпийских играх в Лос-Анджелесе и завоевал бронзовую медаль. В матчах не участвовал.
В 1936 году вошёл в состав сборной США по хоккею на траве на летних Олимпийских играх в Берлине, поделившей 10-11-е места. Играл на позиции нападающего, провёл 1 матч, мячей не забивал.
Умер 18 мая 1974 года в американской деревне Порт-Честер в штате Нью-Йорк.

## Семья
Отец — Август Уокер Бак.
Мать — Дженни Хёрд Бак (до замужества — Ланфер).
Жена — Луиза Макартур. Поженились 16 сентября 1937 года в Филадельфии.